# Кастория (хотел)
„Кастория“ (на гръцки: «Καστοριά») е хотел в град Солун, Гърция.

## Местоположение
Хотелът е разположен в центъра на града на улица „Леон Софос“ № 17, на пресечката с главната солунска улица „Егнатия“.

## История
Сградата на хотела е построена в 1925 година по проект на архитект Максимилиан Рубенс по поръчка на К. Пантаджович и Гр. Димитриадис. От самото начало зданието е предназначено за хотел. Първоначално името на хотела е „Партенон“ (Παρθενών), но бързо е сменено по името на родния град Костур (Кастория) на следващия собственик. След смяна на управлението на хотела, той е превърнат в младежки хостел. Използва се за военен щаб от германски офицери по време на германската окупация на Гърция. Сградата на хотела е обявена за културна ценност и е включена в списъка в 1983 година.
Сградата на хотела е част е от забележителните архитектурни постижения от междувоенния период в Солун.

## Архитектура
В архитектурно отношение сградата се състои от четири етажа и е в еклектичен стил. В разрешителното и в плана има предвиден четвърти етаж, който да е короната на сградата, с диференциация на морфологичните характеристики. Състои се от две страни, организирани с хоризонтални и вертикални зони на отвори. Централната ос на всяка страна е подчертана от леко извит перваз, както и по-големи балкони. На централния балкон на първия етаж от двете страни има балюстради вместо парапети с геометрични шарки. Вертикалните зони са разделени от фалшиви колони, централните балкони се поддържат от сложни хребети, а леко изпъкналият корниз се поддържа от малки корнизи. Под корниза се спуска назъбена декоративна лента. Вътрешно помещенията са организирани около покрит със стъкло вътрешен двор, който осигурява много естествена светлина. Сградата отвътре е със запазено стълбище, парапети и интериорни врати.
Централната ос на зданието е подчертана от извитата си конфигурация, което е честа практика на Рубенс, както например в хотел „Илисия“ и къща „Ахилион“.